# Municipio Ayopaya
Das Municipio Ayopaya (auch: Villa de Independencia) ist ein Verwaltungsbezirk im Departamento Cochabamba im südamerikanischen Anden-Staat Bolivien.

## Lage im Nahraum
Das Municipio Ayopaya ist eines von drei Municipios der Provinz Ayopaya. Es grenzt im Norden und Westen an das Departamento La Paz, im Süden an die Provinz Tapacarí und im Osten an das Municipio Morochata.
Das Municipio umfasst 168 Ortschaften (localidades), der zentrale Ort des Municipios ist Independencia (Ayopaya) mit 1751 Einwohnern (Volkszählung 2012) im zentralen Teil des Municipios.

## Geographie
Das Municipio Ayopaya liegt zwischen der Cordillera Mazo Cruz und der Cordillera del Tunari, einem nordwestlichen Teilabschnitt der Cordillera Oriental. Das Klima ist ein typisches Tageszeitenklima, bei dem die Temperaturschwankungen zwischen Tag und Nacht deutlicher ausfallen als zwischen den Jahreszeiten.
Die Jahresdurchschnittstemperatur der Region liegt bei knapp 15 °C (siehe Klimadiagramm Independencia) und schwankt im Jahresverlauf zwischen 11 °C im Juni/Juli und 17 °C im November/Dezember. Der jährliche Niederschlag liegt bei etwa 750 mm, wobei einer Trockenzeit von Mai bis August mit Monatsniederschlägen unter 20 mm eine ausgeprägte Feuchtezeit gegenübersteht, in der von Dezember bis März die Monatswerte deutlich über 100 mm hinausgehen.

## Bevölkerung
Die Einwohnerzahl ist zwischen 1992 und 2024 um etwa ein Viertel zurückgegangen:
| Jahr | Einwohner | Quelle       |
| ---- | --------- | ------------ |
| 1992 | 28.548    | Volkszählung |
| 2001 | 26.825    | Volkszählung |
| 2012 | 23.535    | Volkszählung |
| 2024 | 21.717    | Volkszählung |

Die Bevölkerungsdichte des Municipios bei der letzten Volkszählung von 2024 betrug 14,1 Einwohner/km², der Anteil der städtischen Bevölkerung lag bei 7,5 Prozent, die Lebenserwartung der Neugeborenen lag bei 53,6 Jahren.
Der Alphabetisierungsgrad bei den über 19-Jährigen beträgt 53,1 Prozent, und zwar 70,8 Prozent bei Männern und 35,9 Prozent bei Frauen (2001).

## Politik
Ergebnis der Regionalwahlen (concejales del municipio) vom 4. April 2010:
| Wahlberechtigte |  | Stimmen | gültig |  | MAS-IPSP | MSM    |
| --------------- |  | ------- | ------ |  | -------- | ------ |
| 9.528           |  | 8.137   | 5.695  |  | 4.187    | 1.508  |
|                 |  | 85,4 %  | 70,0 % |  | 73,5 %   | 26,5 % |

Ergebnis der Regionalwahlen (elecciones de autoridades políticas) vom 7. März 2021:
| Wahl- berechtigte |  | Wahl- beteiligung | gültige Stimmen |  | MAS-IPSP | MTS     | SOMOS  | SÚMATE | PAN-BOL | UNIDOS.CBBA |
| ----------------- |  | ----------------- | --------------- |  | -------- | ------- | ------ | ------ | ------- | ----------- |
| 11.573            |  | 9.824             | 8.137           |  | 6.330    | 962     | 326    | 139    | 129     | 86          |
|                   |  | 84,89 %           | 82,83 %         |  | 77,79 %  | 11,82 % | 4,01 % | 1,71 % | 1,59 %  | 1,06 %      |

## Gliederung
Das Municipio Ayopaya untergliederte sich bei der letzten Volkszählung von 2012 in die folgenden drei Kantone (cantones):
- 03-0301-01 Kanton Ayopaya – 115 Ortschaften – 14.944 Einwohner
- 03-0301-02 Kanton Icoya (Kami) – 14 Ortschaften – 3.806 Einwohner
- 03-0301-03 Kanton Calchani – 39 Ortschaften – 4.785 Einwohner

## Ortschaften im Municipio Ayopaya
- Kanton Ayopaya
  - Independencia 1751 Einw. – Tiquirpaya 511 Einw. – Manzanani 224 Einw. – Chuchuhuani 195 Einw. – Sivingani 185 Einw. – Villa Pucara 184 Einw. – Quiraya 131 Einw. – Kuti Challani 113 Einw.

- Kanton Icoya
  - Kami 1092 Einw. – Patiño Alto 909 Einw. – Villa Hermosa 617 Einw. – Listeria 431 Einw. – Chiñusivi 272 Einw.

- Kanton Calchani
  - Angostura 298 Einw. – Calchani 276 Einw.